# Gare de Cossato
La gare de Cossato (en italien, Stazione di Cossato) est une gare ferroviaire italienne de la ligne de Biella à Novare, située sur le territoire de la ville de Cossato, dans la province de Biella en région du Piémont.
C'est une gare voyageurs de Rete ferroviaria italiana (RFI) desservie par des trains régionaux (R) Trenitalia.

## Situation ferroviaire
Établie à environ 244 mètres d'altitude, la gare de Cossato est située au point kilométrique (PK) 40,347 de la ligne de Biella à Novare (voie unique), entre les gares ouvertes de Vigliano-Candelo et de Rovasenda.

## Histoire

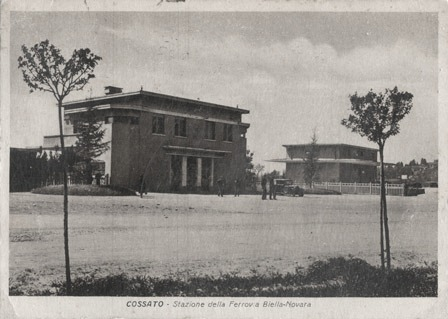
Le gare dans une carte d'époque

La gare a été mise en service le 18 mai 1939, devenant  pleinement opérationnelle le 20 juillet 1940 afin de compléter le réseau, et le manque de matériel roulant.
Le 21 janvier 1961, en avance de la date limite du contrat avec le Societè Ferrovia Biella Novara (SFBN), la gare et toute la ligne passent sous la direction Ferrovie dello Stato.
À partir de l'an 2000 la direction de la gare passe sous la gestion de la Rete ferroviaria italiana, et est classée dans la catégorie « Bronze ».

## Service des voyageurs

### Accueil
La gare voyageurs RFI, classée bronze, elle dispose d'un bâtiment voyageurs, avec guichets et salle d'attente, ouvert tous les jours. Elle est équipée d'automates pour l'achat de titres de transport.

### Desserte
Cossato est desservie par des trains régionaux (R) Trenitalia reliant les Novare et de Biella-San-Paolo.

### Intermodalité
Un parc pour les vélos et un parking pour les véhicules y sont aménagés. Elle est desservie par des bus et des cars.